# Банска Бела
Банска Бела (слч. Banská Belá) насељено је мјесто са административним статусом сеоске општине (слч. obec) у округу Банска Штјавњица, у Банскобистричком крају, Словачка Република.

## Становништво
| Година:    | 1994. | 2004.   | 2014.   | 2024.   |
| ---------- | ----- | ------- | ------- | ------- |
| Број људи: | 1258  | 1234    | 1208    | 1154    |
| Разлика:   |       | -1,90 % | -2,10 % | -4,47 % |

| Година:    | 2023. | 2024.   |
| ---------- | ----- | ------- |
| Број људи: | 1159  | 1154    |
| Разлика:   |       | -0,43 % |

Према подацима о броју становника из 2011. године насеље је имало 1.240 становника.